# Max Houben
Max Houben (ur. 5 maja 1898 w Verviers, zm. 10 lutego 1949 w Lake Placid) – belgijski bobsleista, piłkarz i sprinter, brązowy medalista igrzysk olimpijskich i dwukrotny medalista bobslejowych mistrzostw świata.

## Kariera
Houben był wszechstronnym sportowcem. Uprawiał między innymi lekkoatletykę, specjalizując się w sprintach. W 1920 roku wystartował w biegu na 200 m i sztafecie 4x100 m na igrzyskach olimpijskich w Antwerpii, jednak w obu konkurencjach nie wszedł do finału. Był też piłkarzem, grając między innymi w klubach RCS Verviétois i Royale Union Saint-Gilloise, z którym zdobył mistrzostwo ligi belgijskiej w sezonie 1932/1933. Zajmował się także rajdami samochodowymi i tenisem, a od drugiej połowy lat 20' także bobslejami. W 1947 roku wystąpił na bobslejowych mistrzostwach świata w Sankt Moritz, gdzie w parze z Jacquesem Mouvetem zdobył brązowy medal w dwójkach, a razem z Mouvetem, swym synem Claude'em i Albertem Leratem wywalczył srebro w czwórkach. Na rozgrywanych rok później igrzyskach olimpijskich w Sankt Moritz reprezentacja Belgii w składzie: Max Houben, Alfred Mansveld, Louis-Georges Niels i Jacques Mouvet zdobyła srebro w czwórkach. Na tej samej imprezie był też czwarty w dwójkach; Belgowie przegrali walkę o podium z osadą USA (Frederick Fortune i Schuyler Carron) o 2,2 sekundy.
W 1949 roku wziął udział w mistrzostwach świata w Lake Placid. Podczas jednego z przejazdów treningowych dwójek Houben i Mouvet wypadli z trasy i uderzyli w słup. Mouvet doznał pęknięcia czaszki i poważnej kontuzji pleców, jednak przeżył. Max Houben zginął na miejscu. Na mszy w jego intencji pojawili się wszyscy uczestnicy mistrzostw świata w Lake Placid.